# Манастир Светог Германа Аљаског
Манастир Светог Германа Аљаског је православни манастир посвећен Светом Герману Аљаском у граду Платини у Калифорнији и припада Епархији западноамеричкој Српске православне цркве.
Манастир је почео да се гради 1967. године када су Јуџин Роуз и Глеб Подмошенски из братства Светог Германа Аљаског купили земљиште у удаљеној планинској области у Калифорнији, неколико миља од малог села Платинум у северној Калифорнији. 1969. године, са благословом Архиепископа Западне Америке и Сан Франциска Антонија (Медведева) (Руска загранична црква), основан је манастир као место за подвиге чланова братства Светог Германа Аљаског.
Од 28. новембра 2000. године, манастир припада Српској православној цркви.
Манастир издаје мисионарску литературу на енглеском језику у својој издавачкој кући Сент Херман Прес. Захваљујући деловању братства манастира Светог Германа, много Американаца је прешло у православље. У манастиру су лек и утеху тражили и налазили болесни, зависници од дроге, припадници разних секти. Отац Серафим је свима посвећивао посебну пажњу, саветујући им увек рад и молитву, дисциплину и истрајност.
Братство је у пријатељским везама са америчким староседеоцима — Индијанцима из оближњег градића Котонвуд. Индијанске старешине посећују манастир, а долазе и на свеноћно васкршње богослужење. У близини манастира је 1979. године основан и скит свете Ксеније, у којем живи и Богу се моли женско монаштво.